# Saint-Barthélemy-Grozon
 Saint-Barthélemy-Grozon  là một xã ở tỉnh Ardèche, vùng Auvergne-Rhône-Alpes ở đông nam nước Pháp.